# Ferdinand Weiss (Komponist)
Ferdinand Weiss (* 6. Juni 1933 in Wien; † 27. März 2022 in Baden bei Wien) war ein österreichischer Komponist, Dirigent und Musikpädagoge.

## Leben
Ferdinand Weiss studierte nach seiner Matura im Jahr 1951 bis zum Jahr 1953 Geschichte und Musikwissenschaft an der Universität Wien. Danach studierte er an der Universität für Musik und darstellende Kunst Wien Komposition bei Otto Siegl, Flöte bei Hans Reznicek und Dirigieren bei Hans Swarowsky. Alle Fächer schloss er mit Diplom ab.
Nachdem er von einem Studienaufenthalt – ermöglicht durch ein Stipendium der Österreichischen Akademie der Wissenschaften –  1962/1963 in Rom zurückgekehrt war, arbeitete er zunächst als Theaterkapellmeister, Orchestermusiker und freischaffender Komponist.
In den Jahren von 1967 bis 1975 unterrichtete er an einer Wiener sowie an der Schwechater Musikschule Musiktheorie und Flöte sowie von 1970 bis 1998 an der Pädagogischen Akademie in Baden. Des Weiteren wirkte er von 1970 bis 1973 als Chorleiter in Mödling sowie von 1972 bis 1997 als Leiter der Arbeitsgemeinschaft Niederösterreichischer Komponisten.
Ferdinand Weiss war Gründungsmitglied und von 1989 bis 1997 Obmann der Interessensgemeinschaft Niederösterreichischer Komponisten – INÖK in Wien, in deren Vorstand er bis zu seinem Lebensende tätig war. Er war zudem Mitglied des Österreichischen Komponistenbundes – ÖKB, Wien. Er wurde am Asperner Friedhof bestattet.

„Stilistisch bin ich eher schwer einzuordnen: Könnte man meine Anfänge eventuell mit dem Schlagwort neoklassizistisch charakterisieren (auf tonaler Basis beruhend, mit freier Dissonanzbehandlung und in vorwiegend kontrapunktischer Schreibweise), so treten ab etwa 1966/1967 andere stilistische Komponenten in den Vordergrund: differenzierte Klanglichkeit und sehr frei angewendete Dodekaphonik. Und dazu noch Einbeziehung von aleatorischen und Jazzelementen. Es kommt immer auf das einzelne Sujet an, welche stilitische Ausprägung es erfährt.“

## Auszeichnungen (Auswahl)
- 1957: 1. Preis beim Kompositionswettbewerb der Burgenländischen Landesregierung
- 1957: Kompositionspreis der Universität für Musik und darstellende Kunst Wien
- 1960: Förderungspreis der Stadt Wien für Musik[6]
- 1962: Auslandsstipendium der Österreichischen Akademie der Wissenschaften
- 1970: Förderungspreis des Landes Niederösterreichisch[7]
- 1971: Förderungspreis der Stadt Baden
- 1984: Würdigungspreis des Landes Niederösterreich[7]
- 1987: Kulturpreis der Stadt Baden
- 2008: Jenő-Takács-Preis für Komposition der Burgenländischen Landesregierung

## Werke (Auswahl)

### Ensemblemusik
- Erstes Streichquartett – für zwei Violinen, Viola und Violoncello (1957)[8]
- Sonate für Viola und Klavier (1958)[8]
- Sonate für Viola d’amore und Klavier (1959/1964)[8]
- Streichtrio – für Violine, Viola und Violoncello (1960)[8]
- Serenade für Flöte, Viola und Violoncello (1961)[8]
- Duo-Sonate – für Flöte und Klavier (1962)[8]
- Sonate für Violine und Klavier (1963)[8]
- Trio für Flöte, Klarinette und Fagott (1964)[8]
- Sonate für Klarinette und Klavier (1965)[8]
- Divertimento für Kammerorchester (1966)[8]
- Sonate für Fagott und Klavier (1967)[8]
- Suite – Duo für Altblockflöte und Klavier (1969)[8]
- Fünftes Streichquartett – Quartett für zwei Violinen, Viola und Violoncello (1971)[8]
- Variationen und Fuge – Quartett für drei Violinen und Violoncello über eine Melodie aus dem 16. Jh. (1972)[8]
- Quartett in fünf Stücken – für drei Klarinetten und Bassklarinette (1973)[8]
- Fünf kleine Stücke – für zwei Gitarren (1975)[8]
- Sechstes Streichquartett – Dissonanzenquartett – 200 Jahre danach (1976)[8]
- Musica brevis II – Trio für Flöte, Violine und Viola (1978)[8]
- Duo in sechs Stücken – für Flöte und Gitarre (1979)[8]
- Nachtstück – Oktett für acht Blockflöten (1981)[8]
- Giuoco delle terze – Due paste non troppo dolci per flauti (1982)[8]
- 5 Duettini – Duo für zwei Violinen (1983)[8]
- Meditatives Spiel – Duo für zwei Altblockflöten (1984)[8]
- Quartetto breve – Quartett für Violine, Viola, Violoncello und Gitarre (1985)[8]
- Trio für Mandoline, Gitarre und Harfe (1989)[8]
- Musica brevis V – Sextett für Flöte, Klarinette, Gitarre, Mandoline, Violine und Violoncello (1990)[8]
- 4 kleine Duette – Duo für zwei Klarinetten (1992)[8]
- Musik der Stille – Quartett für drei Blockflöten und Gitarre (1993)[8]
- Pfiffiges – Quintett für einen Schlagwerker und vier Bläser (1994/1997)[8]
- Hommage à Debussy – Deux paraphrases sur motifs de Claude Debussy (1995)[8]
- First Cello Piece – Duo für Violoncello und Klavier (1996)[8]
- La neve ricade bianca – Duo für Violine und Orgel mit Solostimme Sopran nach Texten von Piero Raffaelli (Italienisch) (1997)[8]
- Piece pour une jeune flutiste – Duo für Flöte und Klavier (1998)[8]
- Musica tenera per dieci corde – Duo für Violine und Gitarre (1999)[8]
- Hommage à Bach – für Flötensextett (2000)[8]
- Stimmungen – Duo für Blockflöte und Klavier (2001)[8]
- Quartetto in modo egiziano – Quartett für Flöte, Violine, Viola und Violoncello (2002)[8]
- Fantasia in OR-VI-COR – Trio für Violine (Flöte), Horn und Orgel (2003)[8]
- Coppie eterogène – Duo für Oboe und Klavier (4 Sätze) (2004)[8]
- Pensieri sulla Scacciapensieri – Duo für Flöte und Maultrommel (2005)[8]
- Von Ochsen und Noxen – Reflexionen zum Jubiläumsjahr 2006 (250 Jahre Mozart, 95 Jahre Rosenkavalier) (2006)[8]
- Romanze und Tanz – Duo für Altsaxophon und Klavier (2007)[8]
- 4 Intermezzi – Duo für Viola und Orgel (2008)[8]
- Due coppie somiglianti – Duo für Blockflöte und Klavier (2009)[8]
- Amad-issonanz – Trio für Violinen (2010)[8]
- Trio in 3 Sätzen und 2 Zwischenspielen – für Flöte, Klarinette und Fagott (2013)[8]
- Faaker Hornruf – Duo für Horn und Orgel (2015)[8]

### Solomusik
- Stück für Violine solo (1958)[8]
- Introduktion und Passacaglia – Solo für Orgel (1966/1967)[8]
- Durch manchen Herbst – Liederzyklus nach Texten von Christian Morgenstern für Klavier solo und Solostimme (1969)[8]
- Sechs Konzertetüden – Solo für Flöte (1970)[8]
- Fünf kleine Klavierstücke – in Form einer Suite (1972)[8]
- Gedichte werden wie Kinder geboren – Fünf Lieder nach Gedichten von Fritz Steiner für Sopran und Klavier (1982)[8]
- Piece pour le piano – Solo für Klavier (1984)[8]
- Zehn Chansons – Solo für Klavier und Solostimme Bariton nach Texten von Erich Kästner, Eugen Roth und Christian Morgenstern (1986)[8]
- Sieben kurzweilige Trios – Solo für angehende Klarinettisten (1989)[8]
- Zwanzig Virtuosenstudien – Solo für Saxophon (1990)[8]
- Eine musikalische (S)Tiergeschichte – Solo für eine(n) Blockflötenspieler(in) (1991/1992)[8]
- Ständchen für F. S. – Solo für Flöte (1997)[8]
- Klavierstück für Nadja – quasi una fantasia (1998)[8]
- Trois mouvements caractéristiques – Solo für Gitarre (2000)[8]
- Serenata su temi di Schubert – Solo für Violine (2004)[8]
- 6 Inventionen über eine Tonreihe – Solo für Klavier (2007)[8]
- Vier Minutenstücke – Solo für Flöte (2012)[8]

### Vokalmusik
- Du bist mein Land – für Männerchor nach Texten von Christian Morgenstern (1959)[8]
- Zwei Männerchöre a cappella (1961)[8]
- Zwei Chöre – a cappella (1980)[8]
- Les proverbes de Fenis – für gemischten Chor a cappella (1983)[8]
- Mozart-Werkl – für gemischten Chor und sieben gestimmte Flaschen (1990)[8]
- Viechereien – für gemischten Chor und Klavier nach Texten von Wilhelm Busch (2001)[8]
- 2 tierische Szenen nach Texten von Wilhelm Busch – für Männerchor und Klavier (2004)[8]